# جوزيف جي. كوالسكي
جوزيف جي. كوالسكي هو نقابي وسياسي أمريكي، ولد في 19 فبراير 1911 في إيست شيكاغو في الولايات المتحدة، وتوفي في 18 مارس 1967. نشط حزبياً في الحزب الديمقراطي. وقد انتخب عضو مجلس نواب ميشيغان ‏.